# Uapaca pynaertii
Uapaca pynaertii is een plantensoort uit de familie Phyllanthaceae. Het is een groenblijvende boom die een groeihoogte tot 40 meter kan bereiken. De stam kan een diameter van 70 centimeter of meer hebben, met steltwortels tot 4 meter hoog. De eetbare vruchten kunnen tot 5 centimeter lang worden. De soort staat op de Rode Lijst van de IUCN geklasseerd als 'niet bedreigd'.
De soort komt voor in tropisch Afrika, van Sierra Leone tot in Congo-Kinshasa. Hij groeit in vochtige regenwouden, zowel in primair als secundair bos. De boom groeit in zowel in droge als onder drassige omstandigheden en soms ook in rivierbossen.
De vruchten worden gewoonlijk verzameld voor plaatselijk gebruik. Verder wordt ook het hardhout in planken gezaagd en gebruikt voor timmerwerk. Het wordt traditioneel gebruikt voor het maken van kano's. In Ghana is het hout favoriet bij smeden, die het gebruiken als houtskool.